# Thiên nga trắng
Thiên nga trắng (danh pháp hai phần: Cygnus olor), thiên nga câm (Mute swan) là một loài chim thuộc chi thiên nga, họ Vịt. Nó là loài bản địa phần lớn châu Âu và châu Á và là một loài trú đông ở viễn bắc châu Phi. Nó là loài du nhập ở Bắc Mỹ, lục địa Úc Á và nam châu Phi. Nó có chiều dài 125 đến 170 xentimét (49 đến 67 in), bộ lông chủ yếu màu trắng hoàn toàn với mỏ màu cam có viền đen. Thiên nga trắng lấn đầu được mô tả chính thức bởi nhà tự nhiên học Johann Friedrich Gmelin với danh pháp Anas olor năm1789, và đã được Johann Matthäus Bechstein chuyển sang chi Cygnus năm 1803. Nó là loài điển hình của chi Cygnus. Cả cygnus và olor đều có nghĩa "thiên nga" trong tiếng Latin; cygnus liên quan đến tiếng Hy Lạp kyknos. Đồng âm Sthenelides olor đôi khi đã được sử dụng trong quá khứ.

## Phân loại

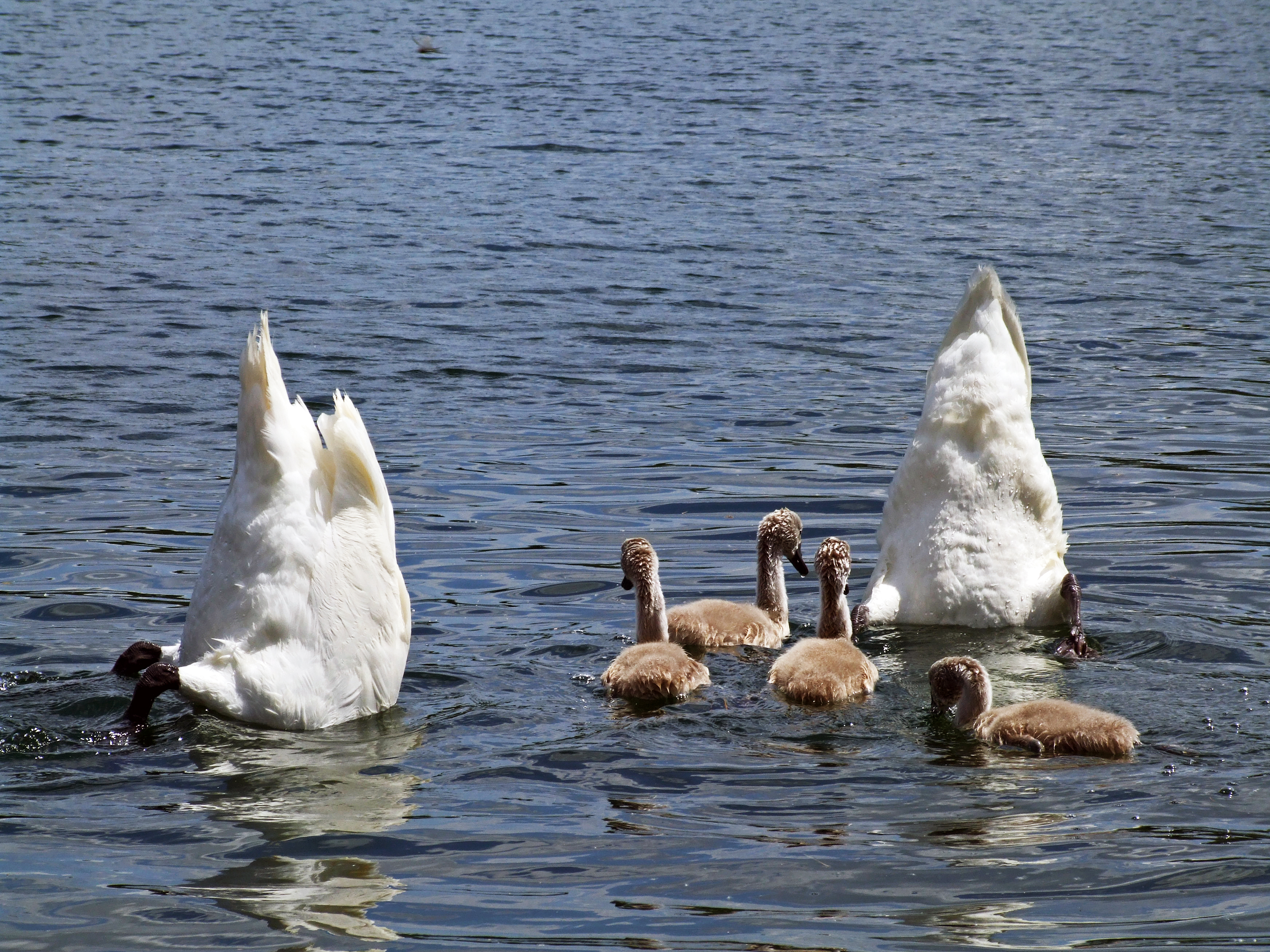
Thiên nga trắng

Thiên nga trắng được mô tả chính thức lần đầu của nhà tự nhiên học người Đức Johann Friedrich Gmelin như Anas olor vào năm 1789, và đã được chuyển tới chi Cygnus bởi Johann Matthäus Bechstein năm 1803. Đây là loài điển hình của chi Cygnus. Cả cygnus và olor đều có nghĩa là "thiên nga" trong tiếng Latin; cygnus có liên quan đến từ kyknos trong tiếng Hy Lạp cổ đại.
Mặc dù nguồn gốc Á-Âu của nó, họ hàng gần nhất của nó là Thiên nga đen của Úc và Thiên nga cổ đen của Nam Mỹ, không phải những loài thiên nga bắc bán cầu khác. Loài này đơn loài và không có phân loài còn sống.

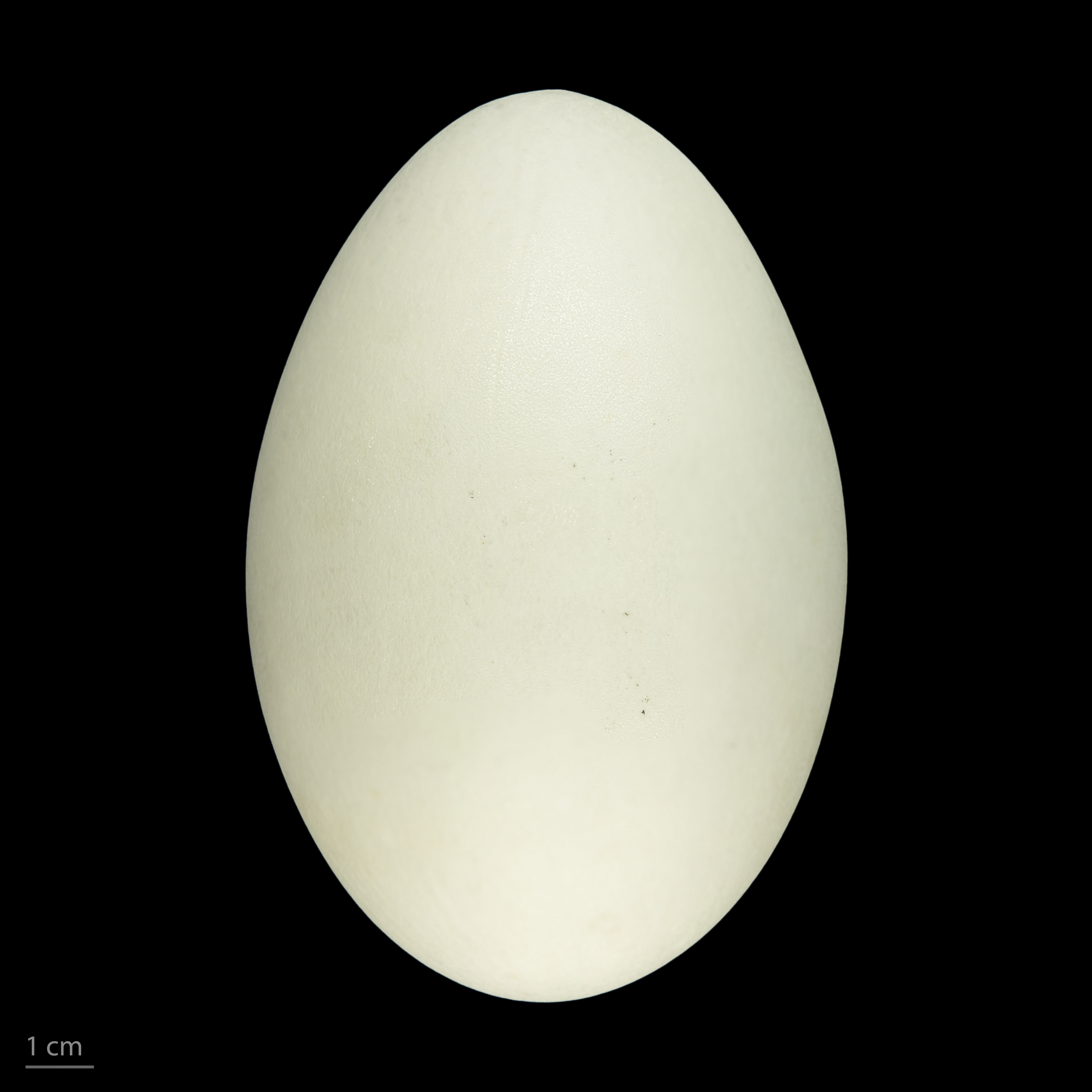
trứng Cygnus olor
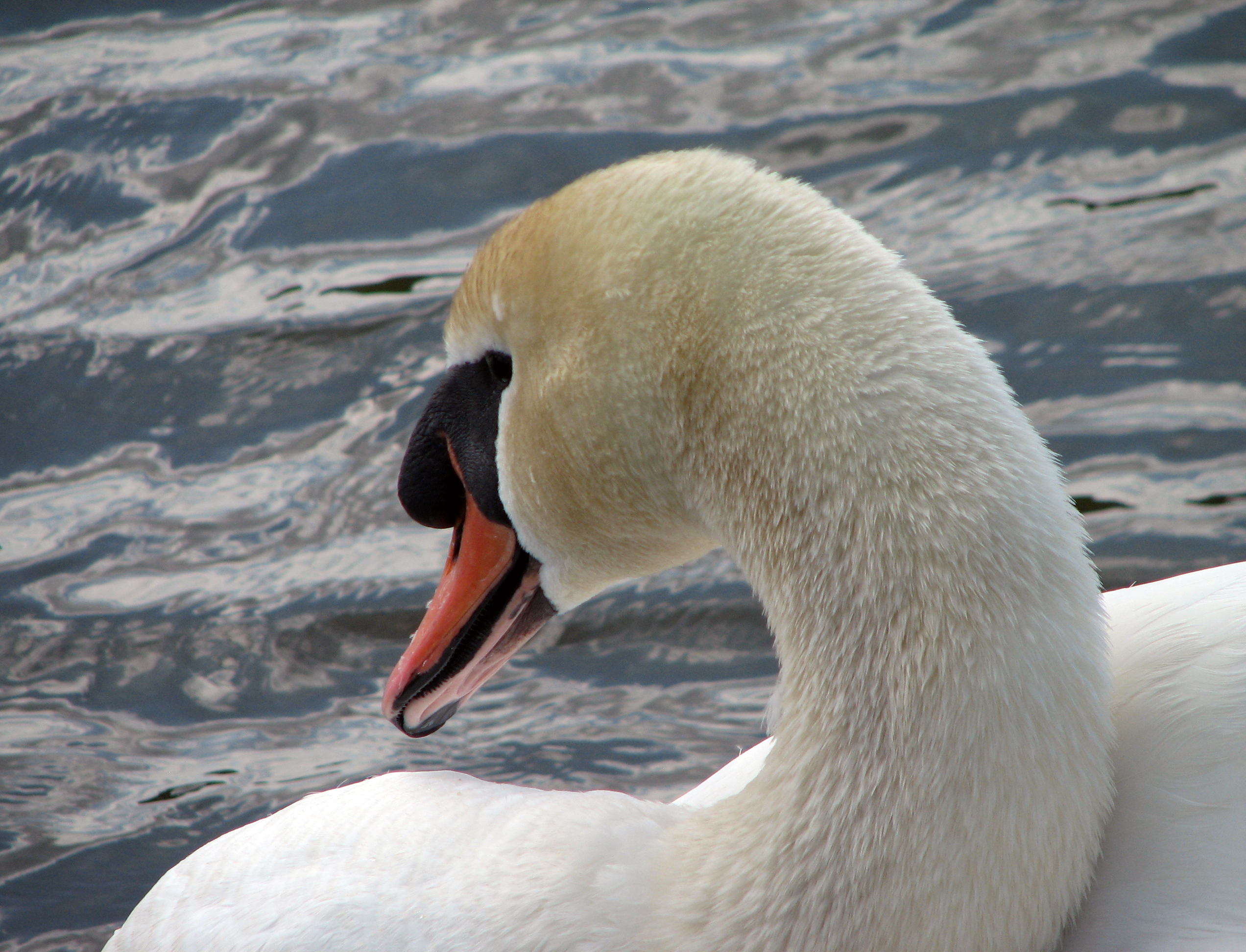
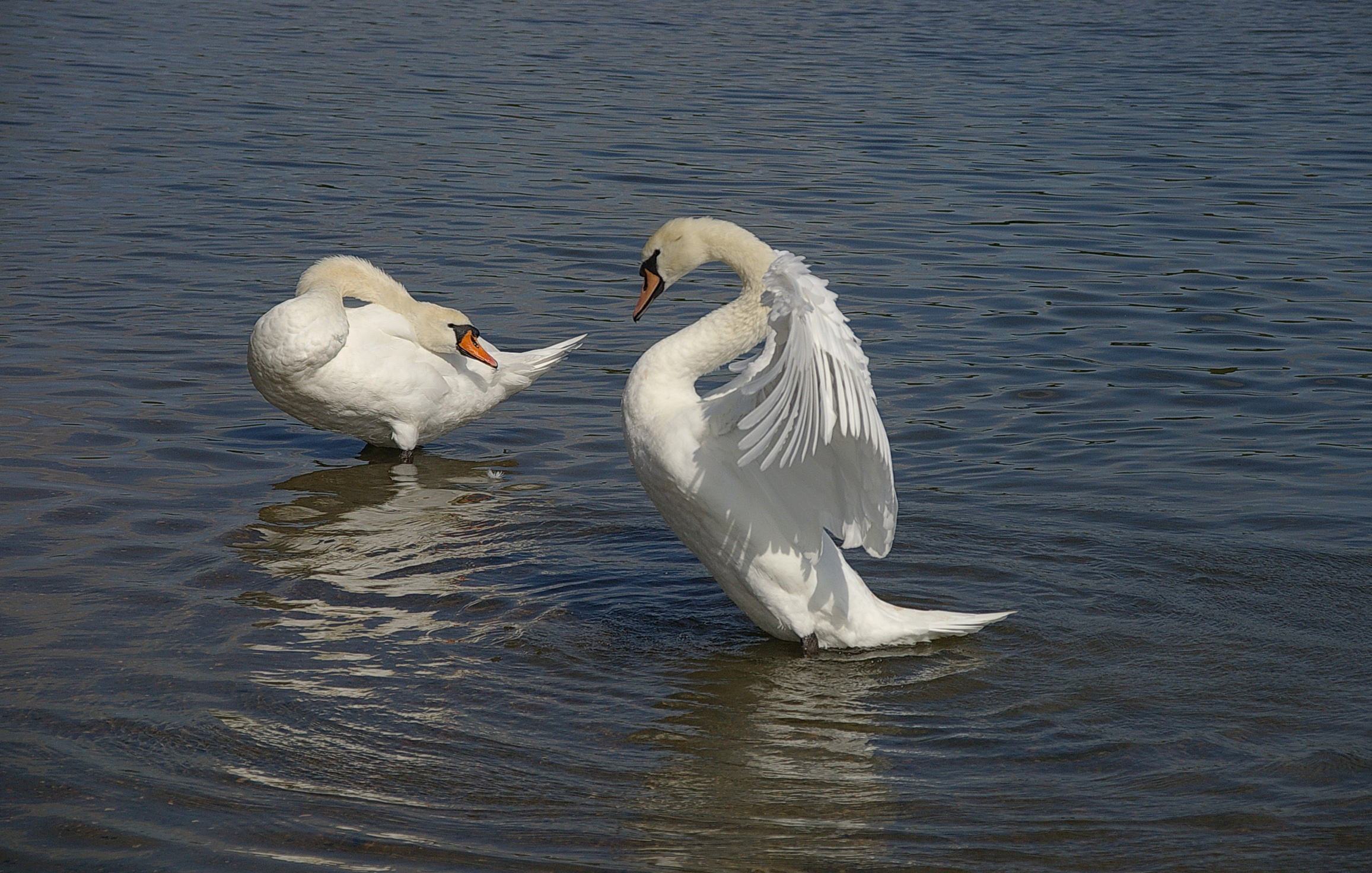
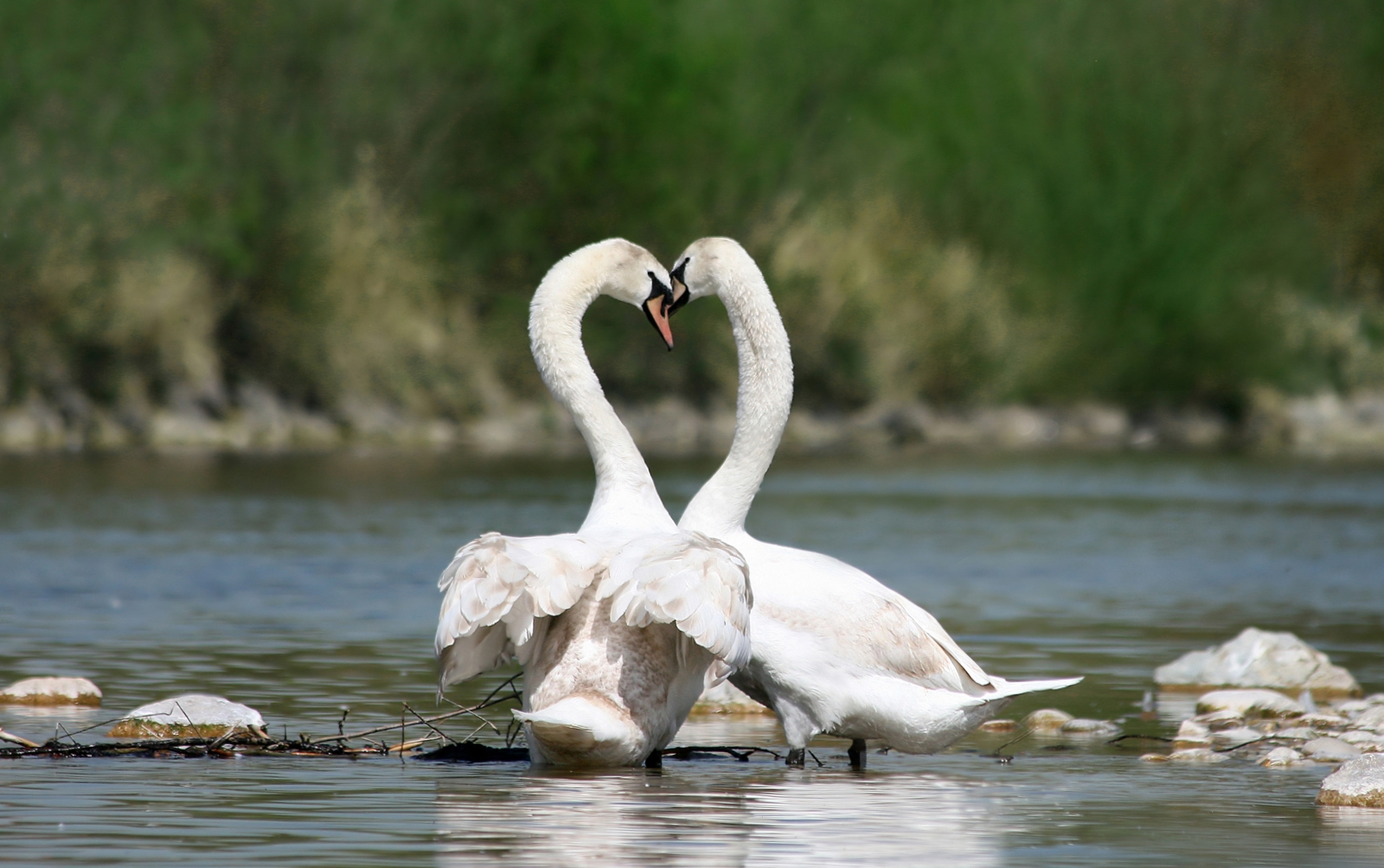
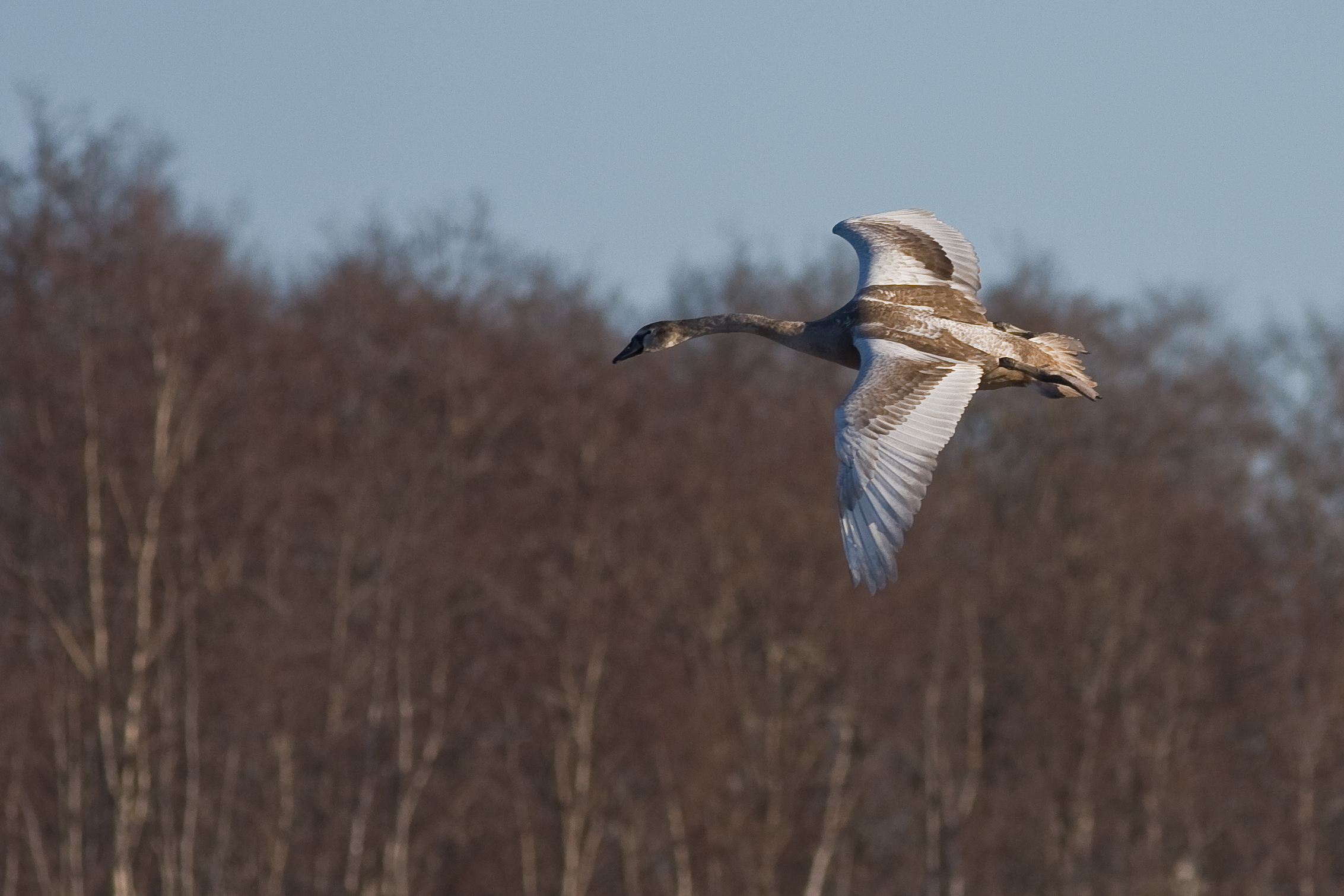
thiên nga đang bay
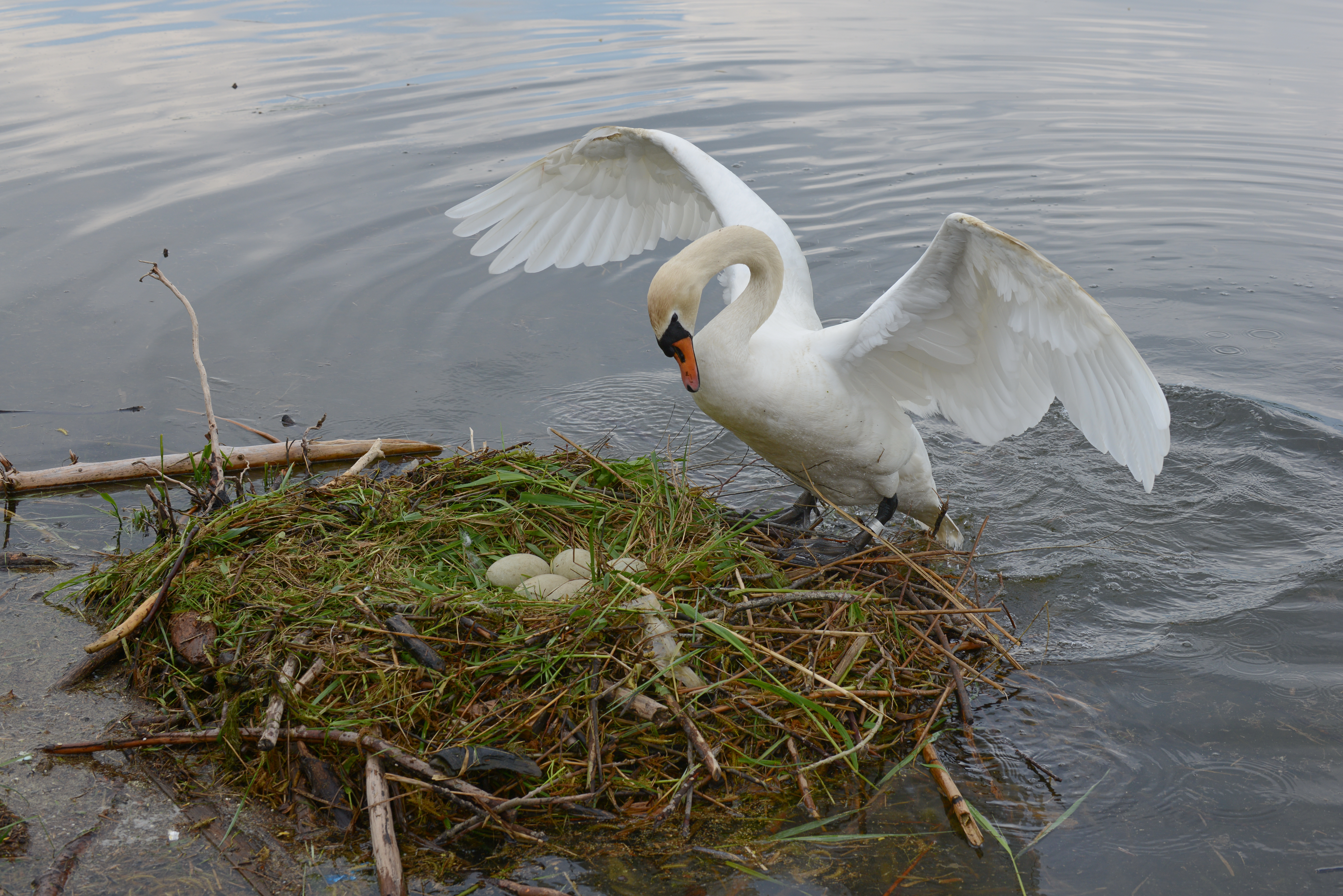
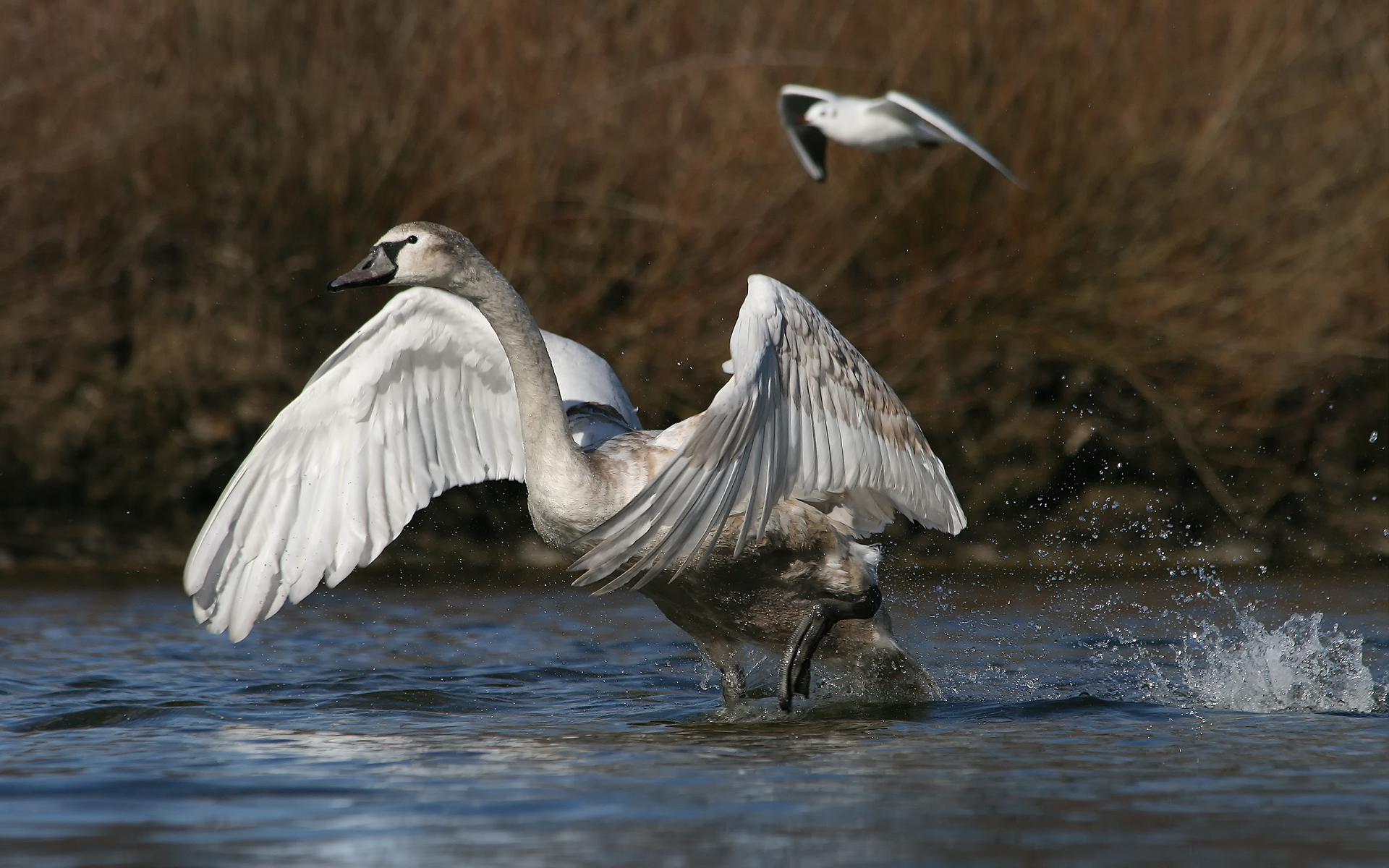
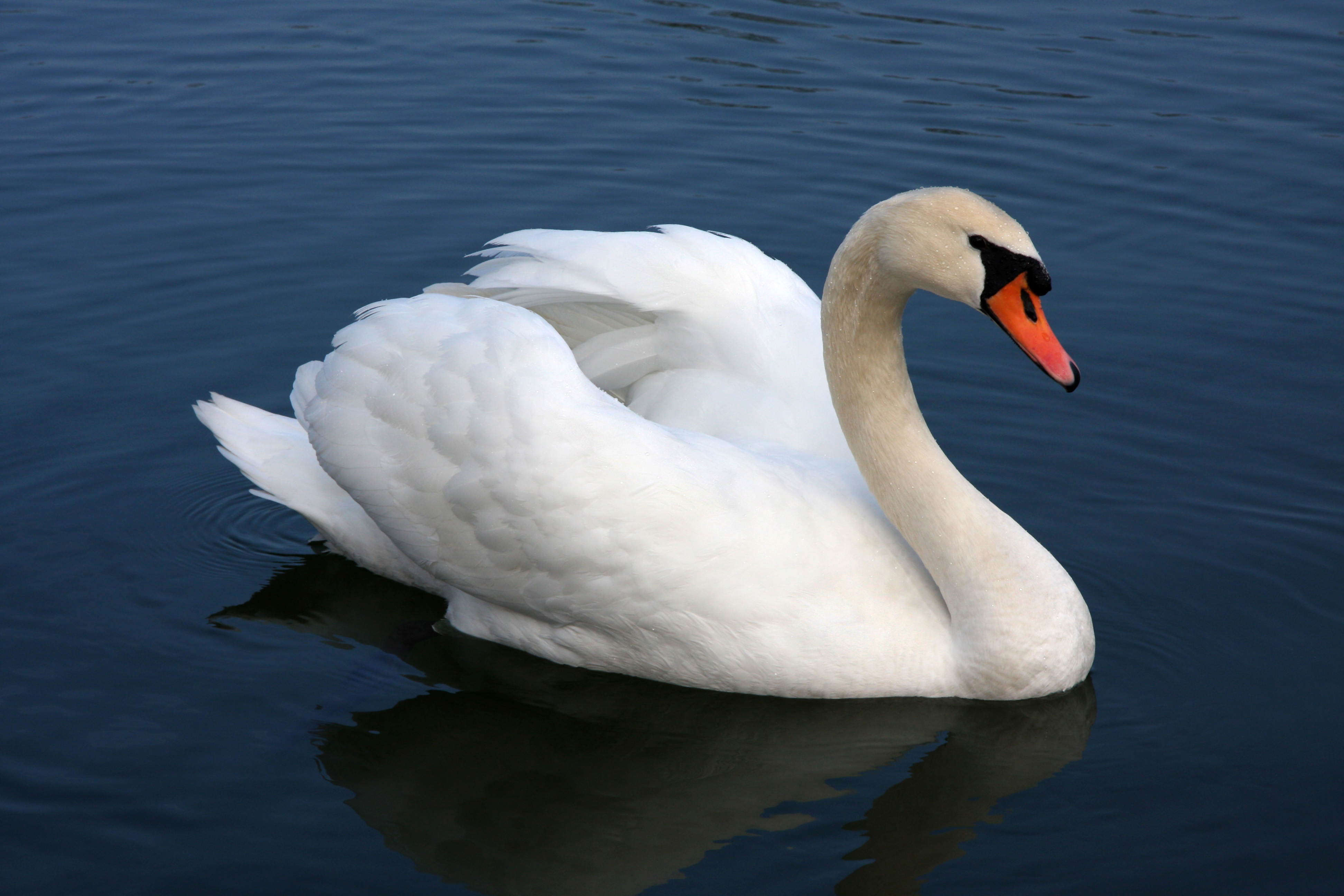
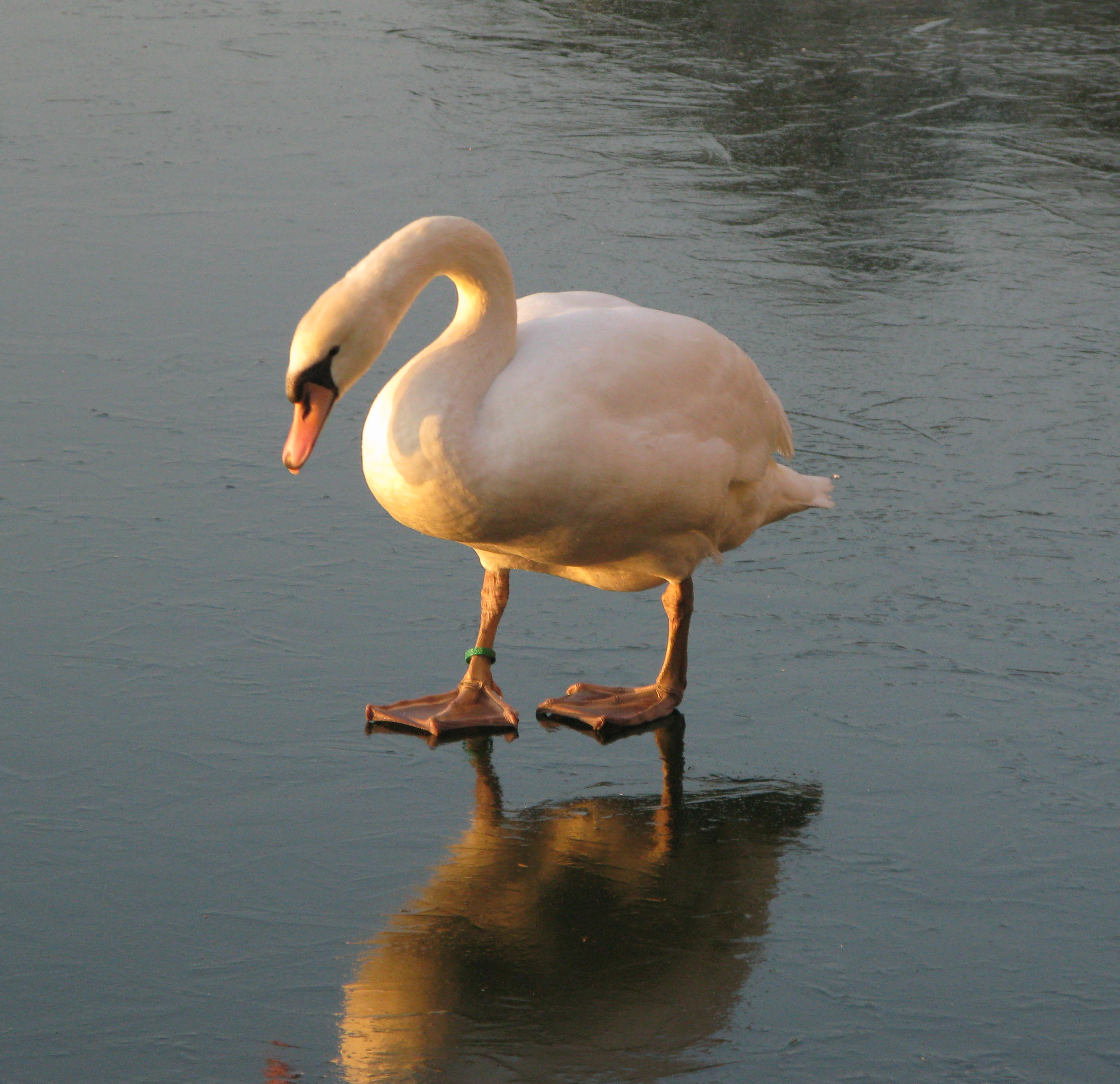
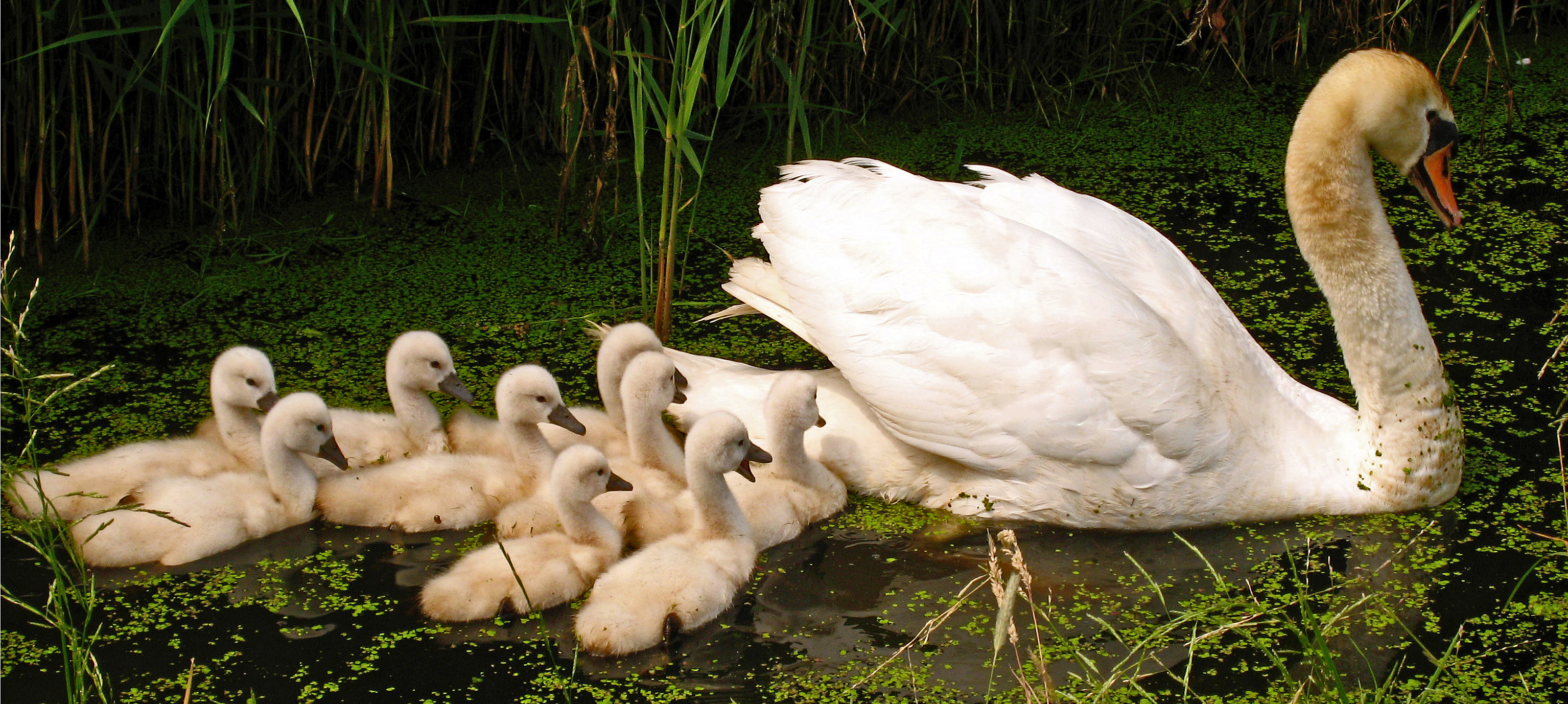